# Ірина Фалконі
Ірина Фалконі (англ. Irina Falconi; нар. 4 травня 1990) — колишня американська тенісистка, що народилася в Еквадорі.
Свою першу перемогу в турнірі WTA Фалконі здобула в Боготі на Copa Colsanitas Santander 2016. Завершила кар'єру 2023 року.

## Турніри Великого Шолома
| W | Ф | ПФ | ЧФ | #Р | КТ | К# | DNQ | A | NH |

### Одиночний розряд
| Турнір                                 | 2009 | 2010 | 2011 | 2012 | 2013 | 2014 | 2015 | 2016 | 2017 | 2018 | 2019 | 2020 | 2021 | В-П   |
| -------------------------------------- | ---- | ---- | ---- | ---- | ---- | ---- | ---- | ---- | ---- | ---- | ---- | ---- | ---- | ----- |
| Відкритий чемпіонат Австралії з тенісу |      |      | 1р   | 1р   | К2р  | 2р   | 2р   | 2р   | 2р   | 1р   |      | К1р  |      | 4–7   |
| Відкритий чемпіонат Франції з тенісу   |      |      | 1р   | 2р   | К3р  | К1р  | 3р   | 2р   | К1р  | К1р  |      |      |      | 4–4   |
| Вімблдонський турнір                   |      |      | 1р   | 1р   | К3р  | К3р  | 1р   | 1р   | 1р   | К2р  |      | NH   |      | 0–5   |
| Відкритий чемпіонат США з тенісу       | К1р  | 1р   | 3р   | 1р   | К1р  | К2р  | 2р   | 1р   | К1р  | К1р  |      |      |      | 3–5   |
| В-П                                    | 0–0  | 0–1  | 2–4  | 1–4  | 0–0  | 1–1  | 4–4  | 2–4  | 1–2  | 0–1  | 0–0  | 0–0  | 0–0  | 11–21 |

### Парний розряд
| Турнір                                 | 2011 | 2012 | 2013 | 2014 | 2015 | 2016 | 2017 | В-П  |
| -------------------------------------- | ---- | ---- | ---- | ---- | ---- | ---- | ---- | ---- |
| Відкритий чемпіонат Австралії з тенісу |      | 1р   | 2р   |      | 1р   | 2р   |      | 2–4  |
| Відкритий чемпіонат Франції з тенісу   |      |      | 1р   |      |      | 1р   |      | 0–2  |
| Вімблдонський турнір                   |      | 2р   | 1р   |      | 1р   | 1р   |      | 1–4  |
| Відкритий чемпіонат США з тенісу       | 1р   | 2р   |      | 1р   | 1р   |      | 1р   | 1–5  |
| В-П                                    | 0–1  | 2–3  | 1–3  | 0–1  | 0–3  | 1–3  | 0–1  | 4–15 |

## Фінали турнірів WTA
| Легенда                             |
| ----------------------------------- |
| Турніри Великого шолома (0–0)       |
| Турніри WTA Tour (0–0)              |
| Premier Mandatory & Premier 5 (0–0) |
| Premier (0–0)                       |
| International (0–3)                 |

### Одиночні
| Результат | №  | Дата           | Турнір                            | Поверхня | Супротивник            | Рахунок       |
| --------- | -- | -------------- | --------------------------------- | -------- | ---------------------- | ------------- |
| Перемога  | 1. | 17 квітня 2016 | Copa Colsanitas, Богота, Колумбія | ґрунт    | Сільвія Солер Еспіноса | 6–2, 2–6, 6–4 |

### Парні
| Результат | W–L | Дата | Турнір                              | Покриття | Партнер         | Опоненти                                    | Рахунок          |
| --------- | --- | ---- | ----------------------------------- | -------- | --------------- | ------------------------------------------- | ---------------- |
| Поразка   | 0–1 | 2012 | Washington Open, США                | Тверде   | Шанелль Схеперс | Аояма Сюко Чжан Кайчжень                    | 5–7, 2–6         |
| Поразка   | 0–2 | 2012 | Texas Tennis Open, США              | Тверде   | Ліга Декмеєре   | Марина Еракович Гезер Вотсон                | 3–6, 0–6         |
| Поразка   | 0–3 | 2015 | Copa Colsanitas Santander, Колумбія | Ґрунт    | Шелбі Роджерс   | Паула Крістіна Гонсалвіш Беатріс Аддад Майя | 3–6, 6–3, [6–10] |

## Фінали ITF
| Легенда          |
| ---------------- |
| $100,000 турніри |
| $75,000 турніри  |
| $50,000 турніри  |
| $25,000 турніри  |
| $10,000 турніри  |

### Одиночний розряд: 14 (6 титули, 8 runner–ups)
| Результат | В-П | Дата     | Турнір                          | Tier      | Покриття | Опонент              | Рахунок          |
| --------- | --- | -------- | ------------------------------- | --------- | -------- | -------------------- | ---------------- |
| Поразка   | 0–1 | Тра 2007 | ITF Los Mochis, Мексика         | 10,000    | Тверде   | Марія Фернанда Алвіш | 6–2, 6–0         |
| Перемога  | 1–1 | Тра 2007 | ITF Monterrey, Мексика          | 10,000    | Тверде   | Кортні Негл          | 2–6, 6–3, 6–4    |
| Перемога  | 2–1 | Лип 2009 | ITF Atlanta, США                | 10,000    | Тверде   | Дженніфер Еліе       | 6–0, 6–4         |
| Перемога  | 3–1 | Лип 2009 | ITF St. Joseph, США             | 10,000    | Тверде   | Кейтлін Горіскі      | 6–3, 6–3         |
| Перемога  | 4–1 | Лип 2010 | ITF Atlanta, США                | 10,000    | Тверде   | Еллі Вілл            | 6–1, 6–4         |
| Поразка   | 4–2 | Жов 2010 | ITF Rock Hill, США              | 25,000    | Тверде   | Каміла Джорджі       | 6–3, 6–4         |
| Поразка   | 4–3 | Лют 2011 | Midland Classic, США            | 100,000   | Тверде   | Луціє Градецька      | 6–4, 6–4         |
| Поразка   | 4–4 | Кві 2012 | ITF Charlottesville, США        | 50,000    | Ґрунт    | Мелані Уден          | 7–6(0), 3–6, 1–6 |
| Поразка   | 4–5 | Жов 2013 | ITF Perth, Австралія            | 25,000    | Тверде   | Аріна Родіонова      | 5–7, 4–6         |
| Поразка   | 4–6 | Жов 2013 | ITF Margaret River, Австралія   | 25,000    | Тверде   | Анетт Контавейт      | 2–6, 4–6         |
| Поразка   | 4–7 | Вер 2014 | ITF Albuquerque, США            | 75,000    | Тверде   | Анна Татішвілі       | 2–6, 4–6         |
| Перемога  | 5–7 | Лис 2014 | ITF New Braunfels, США          | 50,000    | Тверде   | Дженніфер Брейді     | 7–6(3), 6–2      |
| Поразка   | 5–8 | Лют 2015 | Burnie International, Австралія | 50,000    | Тверде   | Дар'я Гаврилова      | 5–7, 5–7         |
| Перемога  | 6–8 | Вер 2017 | Abierto Tampico, Мексика        | 100,000+H | Тверде   | Луїза Чиріко         | 7–5, 6–7(3), 6–1 |

### Парний розряд: 14 (3 титули, 11 runner–ups)
| Результат | В-П  | Дата     | Турнір                          | Tier    | Покриття | Партнер        | Опоненти                            | Рахунок             |
| --------- | ---- | -------- | ------------------------------- | ------- | -------- | -------------- | ----------------------------------- | ------------------- |
| Перемога  | 1–0  | Лип 2009 | ITF St. Joseph, США             | 10,000  | Тверде   | Ешлі Вейнголд  | Chelsea Orr Кейтлін Горіскі         | 6–4, 7–6(6)         |
| Поразка   | 1–1  | Лип 2010 | ITF Atlanta, США                | 10,000  | Тверде   | Марія Санчес   | Крісті Фріллінг Юлія Глушко         | 2–6, 6–2, 4–6       |
| Поразка   | 1–2  | 2010     | Vancouver Open, Канада          | 75,000  | Тверде   | Аманда Фінк    | Чжан Кайчжень Гейді Ель Табах       | 6–3, 3–6, [4–10]    |
| Поразка   | 1–3  | Вер 2010 | Las Vegas Open, США             | 50,000  | Тверде   | Марія Санчес   | Ліндсей Лі-Вотерс Меган Мултон-Леві | 6–1, 5–7, 4–6       |
| Поразка   | 1–4  | Жов 2010 | ITF Kansas City, США            | 50,000  | Тверде   | Лорен Албанезе | Джулія Дітті Абігейл Спірс          | 2–6, 6–4, 4–6       |
| Поразка   | 1–5  | Лют 2011 | Midland Classic, США            | 100,000 | Тверде   | Алісон Ріск    | Джеймі Гемптон Анна Татішвілі       | w/o                 |
| Поразка   | 1–6  | Вер 2012 | ITF Albuquerque, США            | 75,000  | Тверде   | Марія Санчес   | Ясмін Шнак Ейжа Мугаммад            | 2–6, 6–1, [10–12]   |
| Поразка   | 1–7  | Кві 2013 | Dothan Classic, США             | 50,000  | Тверде   | Марія Санчес   | Джулія Коен Татьяна Марія           | 4–6, 6–4, [9–11]    |
| Поразка   | 1–8  | Тра 2013 | WTA Prague Open, Чехія          | 100,000 | Ґрунт    | Ева Грдінова   | Рената Ворачова Барбора Стрицова    | 4–6, 0–6            |
| Поразка   | 1–9  | Лип 2013 | Yakima Challenger, США          | 50,000  | Тверде   | Наомі Броді    | Джан Абаза Еллі Вілл                | 5–7, 6–3, [3–10]    |
| Перемога  | 2–9  | Лип 2013 | Portland Challenger, США        | 50,000  | Тверде   | Ніколь Меліхар | Саназ Маранд Ешлі Вейнголд          | 4–6, 6–3, [10–8]    |
| Поразка   | 2–10 | Бер 2014 | Osprey Challenger, США          | 50,000  | Ґрунт    | Ева Грдінова   | Hsieh Shu-ying Фудзівара Ріка       | 3–6, 7–6(5), [4–10] |
| Поразка   | 2–11 | Кві 2014 | ITF Charlottesville, США        | 50,000  | Ґрунт    | Марія Санчес   | Ейжа Мугаммад Тейлор Таунсенд       | 3–6, 1–6            |
| Перемога  | 3–11 | Лют 2015 | Burnie International, Австралія | 50,000  | Тверде   | Петра Мартич   | Хань Сіньюнь Намігата Дзюнрі        | 6–2, 6–4            |